# The Frozen Autumn
The Frozen Autumn — італійський дарквейв гурт, заснований у травні 1993-го року в місті Турині. 
Незважаючи на певну розмірність у випуску нових записів (останні три альбоми виходили з інтервалом у чотири-п'ять років), у колах готичної суб-культури цей колектив вважається одним з найвпливовіших.
Гурт має своє характерне звучання: меланхолічні жіночий і чоловічий вокал, та old-school'льний електронний музичний супровід а-ля Ultravox, Soft Cell, ранні Clan of Xymox та інші гурти 80-х.

## Історія
У 1993 році, відомий у вузьких андерграудних колах Турину,  Діего Марлетто (Diego Merletto) (який був учасником багатьох місцевих колективів), вирішив створити власний проект. Разом з гітаристом Клаудіо Бросіо (Claudio Brosio), був створений колектив The Frozen Autumn. У тому ж році була видана демо-касета Oblivion, яка розповсюджувалась на їхніх концертах. Через два роки світ побачив дебютний альбом, який був позитивно сприйнятий у Європі. Гурт почав виїжджати на гастролі за межі Італії. У 1997 був записаний другий студійний альбом Fragments of Memories. У запису вокальної партії до однойменної пісні, брала участь Аріанна (Arianna) - запрошена вокалістка.
Цей альбом вивів гурт на новий рівень, їх почали запрошувати на чисельні європейські готик-заходи. На одному з таких заходів, Дієго познайомився з Ронні Моорінгсом, фронтменом гурту Clan of Xymox, який своєю творчістю значно вплинув на стиль The Frozen Autumn. Вони домовились про співпрацю. Після закінчення гастролей на підтримку альбому, Клаудіо залишив гурт. У 2000-му, разом з новими треками, був перевиданий дебютний альбом.
Дієго, у якого почався роман з Аріанною, вирішив створити разом з нею окремий проект - Static Movement. У березні 1999 світ побачив альбом  Visionary Landscapes. Музика, яка була записана, фактично була ідентична саунду The Frozen Autumn, хіба що була відсутня гітара. Трохи згодом, Аріанна стала учасницею The Frozen Autumn. Приблизно в той час, Дієго починає займатися відео-дизайном, результати його праці стали невідмінною складовою концертів колективу.
У 2002-му, через майже 5 років праці над новим матеріалом, світ побачив диск Emotional Screening Device, який вважається найкращою платівкою колективу. [Архівовано 1 грудня 2005 у Wayback Machine.]. Був знятий кліп на пісню "Is Everything Real?". Тоді ж Моорінгс запропонував зробити ремікс, на нову пісню Clan of Xymox "There's No Tomorrow" - цей мікс потрапив на однойменний EP  [Архівовано 21 жовтня 2014 у Wayback Machine.]. У 2004 році відбулися гастролі по Північній Америці. Відео-арт, який використовувався на тих концертах був створений Дієго та Аріанною. Через рік вже на новому лейблі "Pandaimonium" з'явився четвертий студійний альбом Is Anybody There?. Ронні Моорінгс зробив ремікс на пісню "Ashes" який потрапив до трек-листа платівки.
Подальші роки були бідні на події. У кінці 2006, Дієго та Аріанна розійшлися, але все одно продовжували працювати у колективі. У 2009 році на аргентинському "Twilight Records" вийшли перевидання Visionary Landscapes та Fragments of Memories. На тому ж лейблі вийшов DVD - Seen From Under Ice.
У грудні того ж року на своїй сторінці у Facebook вони розмістили "Маніфест проти убивців музики" ("Manifesto against music killers"), у якому відобразили своє відношення до розповсюдження музики через інтернет .

## Дискографія

### Альбоми
- «Pale Awakening» (1995)
- «Fragments of Memories» (1997)
- «Emotional Screening Device» (2002)
- «Is Anybody There?» (2005)
- «Chirality» (2012)

### Інше
- «Oblivion» (1993) - демо, самвидав
- «Visionary Landscapes» (1999) - реліз окремого проекту Дієго та Аріани Static Movement
- «The Pale Collection» (2000) - перевидання дебютного альбому, разом з додатковими треками
- «The Early Visuals» (2004) - DVD, самвидав
- «Seen From Under Ice» (2009) - DVD